# Бровцино (Саратовская область)
Бровцино — деревня в Аткарском районе Саратовской области России. Входит в состав Ершовского муниципального образования.

## История
В «Списке населённых мест Саратовской губернии по данным 1859 года» населённый пункт упомянут как владельческое сельцо Бровцыно (Урвановка) Аткарского уезда (1-го стана) при реке Большой Колышлей, расположенная в 18 верстах от уездного города Аткарска. В сельце имелось 20 дворов и проживало 159 жителей (77 мужчин и 82 женщины).
Согласно «Списку населённых мест Аткарского уезда» издания 1914 года (по сведениям за 1911 год) в Бровцыне, относившемуся к Варыпаевской волости, имелось 39 хозяйства и проживало 247 человек (124 мужчины и 123 женщины). В национальном составе населения преобладали великороссы.

## География
Деревня находится в восточной части района, в пределах Приволжской возвышенности, на левом берегу реки Елшанка (приток реки Большой Колышлей), на расстоянии примерно 16 километров (по прямой) к востоку-юго-востоку (ESE) от города Аткарск. Абсолютная высота — 184 метра над уровнем моря.
Часовой пояс
Деревня Бровцино, как и вся Саратовская область, находится в часовой зоне МСК+1. Смещение применяемого времени относительно UTC составляет +4:00.

## Население
| 2010 |
| ---- |
| 19   |

Гендерный состав
По данным Всероссийской переписи населения 2010 года в гендерной структуре населения мужчины составляли 42,1 %, женщины — соответственно 57,9 %.
Национальный состав
Согласно результатам переписи 2002 года, в национальной структуре населения русские составляли 70 % из 33 чел.

## Улицы
Уличная сеть деревни состоит из одной улицы (ул. Центральная).